# European Low Fares Airline Association
European Low Fares Airline Association (ELFAA) er en europæisk interesseorganisation for lavprisselskaber indenfor luftfart. 
Organisationen blev dannet i 2002 og har til formål at påvirke lovgivningen på luftfartsområdet samt at repræsentere branchen overfor EU's institutioner.
Sterling Airlines var frem til sin konkurs medlem af ELFAA som det eneste danske flyselskab.

## Medlemmer
- Clickair
- Norwegian Air Shuttle
- Flybe
- EasyJet
- Jet2
- Sky Europe
- Sverigeflyg
- Wizz Air
- Ryanair
- transavia.com
- Myair

### Tidligere medlemmer
- Air Berlin
- Hapagfly (now TUIfly)
- HLX.com (now TUIfly)
- Sterling Airlines
- Volare Airlines